# Чжидунь
Чжидунь (кит. 支遁, пиньинь Zhīdùn; 314 — 366) — китайский философ, литератор, поэт, каллиграф во время империи Восточная Цзинь. Буддистский монах.

## Биография
Происходил из влиятельного буддийского рода Гуань. Родился в 314 году в округе Чэньлю (современная провинция Хэнань). Вместе с семьей вынужден был бежать с родины под угрозой атаки кочевников. Перебирается в г. Усянь (современное г. Сучжоу). В 339 году стал монахом буддийского монастыря. Некоторое время жил в Храме Белого Коня. Потом перебирается в г. Очжоу. В 357 году перебирается в городок Ян округа Шичэн. Умер здесь в 366 году.

## Философ
Основоположник одного из направлений боже-сюэ («учение праджня») — цзисе-цзун («школа поясняет рупу (тело) как таковую»). Был признанным знатоком даосских памятников, широко пользовался их терминологией, а также сроками протологической школы имен (мин-цзя).
Доказывал «пустотность» (кун) «рупы» (цзи се) тем, что «цвет / рупа / плоть» (кэ) сам по себе не имеет «цвета», в трактате «Цзи се ю сюаньлунь» («Суждения о рупу как таковую и блужданиях в таинственном»), сохранившийся лишь в отрывках.
Одним из первых сделал акцент на «мгновенном постижении» (дунь у) истины, стал предвестником развития «учение о медиативное созерцание» (чань-сюэ) в Китае. Занимался разработкой приемов буддийской психотехники, привнеся в нее элементы даосской эзотерической и экзотерической практики.

## Творчество
В поэтических произведениях описал процесс погружения в медитацию. Более 20 поэтических текстов размещены в буддийской антологии VII ст. «Гуан хун минцзи» («Расширенная сборка (произведений) светоч (истины), которые распространяются»).
В активе Чжидуня являются трактаты «Ши менлунь» («Суждения относительно распыления невежества»), «Шенбу бянь чжилунь» («Суждения о том, что достаточно мудрый не спорит об известном»), «Сюэ дао цзе» («Наставления к изучению Пути»), которые утрачены.
Его жизнеописание представлено в буддийской историографическом сочинении «Гао сэн чжуань» («Жизнеописания достойных монахов», цзюань 4).